# Yozoh
Yozoh（韓語：요조，1981年6月11日—），本名慎秀瑨（韓語：신수진），韩国女歌手、作家。

## 经历
其藝名來自於日本作家太宰治《人間失格》主角大庭葉藏的名字葉藏，漢字翻為窈窕。2007年參與《咖啡王子一號店》原聲帶的演唱，同年11月發行首張專輯《My Name is Yozoh》。